# Cigclisula fruticosa
Cigclisula fruticosa är en mossdjursart som beskrevs av Hayward och Ryland 1995. Cigclisula fruticosa ingår i släktet Cigclisula och familjen Colatooeciidae. Inga underarter finns listade i Catalogue of Life.